# Eliza Poe
Eliza Poe, född 1787 i London, död 8 december 1811 i Richmond, Virginia, var en amerikansk skådespelare. Hon hade en framgångsrik karriär i USA från 1796 till 1811. Hon är känd som mor till Edgar Allan Poe. 
Eliza Poe var dotter till de engelska skådespelarna Henry och Elizabeth Arnold (d. 1799). Hon engagerades tillsammans med sin mor, efter faderns död, av Charles Powell vid Federal Street Theatre i Boston år 1796. Hon uppträdde från 1797 i det teatersällskap som grundats av hennes mor och styvfar Charles Tubbs. De var anställda hos John Sollée i Charleston Theatre 1798-99. När hennes mor avled och hennes styvfar lämnade henne, engagerades hon hos Thomas Wade West och Virginia Comedians. Hon gifte sig 1802 med sin kollega Charles Hopkins (d. 1805) och med David Poe 1806. Hon var anställd vid Federal Street Theatre i Boston 1806-09. Hennes make övergav henne 1809, och hon tog anställning vid Park Theatre i New York 1809-10, men tvingades avbryta på grund av en graviditet. Hon tog sitt sista engagemang hos Alexander Placide 1810-11. 
Som skådespelare började Eliza Poe med komiska barnroller och biroller, och hade vid tolv års ålder memorerat 25 sådana. I femtonårsåldern började hon spela tragiska hjältinnor ur Shakespeare, och gjorde sig senare känd för de kvinnliga huvudrollerna inom då moderna romantiska tragedier. Hon hade vid sin död blivit en populär och välkänd skådespelare vid USA:s östkust, och var känd från South Carolina till New York.